# Deutsche Fußballmeisterschaft 1947/48
Die deutsche Fußballmeisterschaft 1947/48 war die erste nach dem Zweiten Weltkrieg ausgetragene gesamtdeutsche Meisterschaft im Fußball.
Diese erste Nachkriegsmeisterschaft war noch für „Gesamtdeutschland“ konzipiert und wurde wie auch die Titelkämpfe zuvor in Form einer Endrunde ausgetragen. Vorgesehen war ein Wettbewerb im K.-o.-System mit acht Mannschaften, wobei die Spiele auf neutralem Boden ausgetragen werden sollten. Teilnahmeberechtigt waren die Zonenmeister der vier Besatzungszonen sowie der Meister der Berliner Stadtmeisterschaft, dazu noch die Vizemeister der Britischen, Amerikanischen und Französischen Besatzungszone.
Als Konsequenz auf die Ansetzung einer deutschen Meisterschaftsendrunde wurde in der dritten Nachkriegssaison nun auch zum ersten Mal in der Sowjetischen Besatzungszone ein Meister ermittelt. Diese erste „Ostzonenmeisterschaft“ wurde in Form einer Endrunde ausgetragen, an der jeweils zwei Vertreter aus den fünf Ländern, also insgesamt zehn Teams teilnahmen. Da bis dahin nur in den Ländern Mecklenburg-Vorpommern und Brandenburg Landesmeisterschaften ausgetragen worden waren, mussten in den Ländern Sachsen-Anhalt, Sachsen und Thüringen, in denen bisher nur Bezirksmeisterschaften ausgespielt worden waren, kurzfristig Qualifikationsrunden angesetzt werden, in denen die zwei Landesvertreter ermittelt werden konnten; Sieger der Meisterschaft in der SBZ wurde die SG Planitz aus Sachsen.
In den westdeutschen Besatzungszonen nahm in dieser Saison die Oberliga-Landschaft der kommenden Jahre endgültige Gestalt an. Denn nach der Amerikanischen und der Französischen Besatzungszone sowie in Berlin wurde nun auch in der Britischen Besatzungszone in Fußball-Oberligen gespielt. In Anlehnung an die traditionellen Bereiche des Norddeutschen und des Westdeutschen Fußballverbandes vor 1933 wurden die Oberligen Nord (Länder Niedersachsen, Hamburg, Bremen, Schleswig-Holstein) und West (Land Nordrhein-Westfalen) geschaffen. Das damit geschaffene Meisterschaftssystem im westdeutschen Fußball (inkl. West-Berlin) mit fünf Oberligen als höchster Spielklasse und einer Meisterschaftsendrunde sollte mit nur geringfügigen Veränderungen bis 1963 Bestand haben.
Da die Qualifikation zur DM-Endrunde in dieser Saison jedoch noch über die Zonenmeisterschaften lief, musste in der Britischen Zone zum letzten Mal eine solche Meisterschaft ausgetragen werden. Dies geschah wie in der Vorsaison in einer Meisterschaftsendrunde mit acht Mannschaften. Qualifiziert waren die jeweils vier bestplatzierten Teams der Oberliga Nord und der Oberliga West.
Die für Gesamtdeutschland konzipierte deutsche Meisterschaft wurde dann jedoch von den politischen Ereignissen eingeholt. Vier Wochen vor dem Start der Meisterschaftsendrunde, am 21. Juni 1948, wurde in den drei Westzonen die Währungsreform durchgeführt; damit war ein entscheidender Schritt zur deutschen Teilung vollzogen. Es kam zu erheblichen Spannungen zwischen den drei Westalliierten und den Sowjets, die u. a. auch zum Rückzug der SG Planitz führte. Dadurch wurde die vorerst letzte gesamtdeutsche Meisterschaft auch zum ersten westdeutschen Titelkampf (plus Berlin; zwei Jahre später, im Frühjahr 1950, verhandelten beide Seiten noch einmal erfolglos über die Teilnahme von Mannschaften aus der DDR). Bis zum Jahr 1991 sollte es nun Jahr für Jahr zwei Deutsche Meister geben. Erster deutscher (westdeutscher) Nachkriegsmeister wurde der 1. FC Nürnberg, der damit bereits seinen 7. Titelgewinn feiern konnte und wieder alleiniger Rekordtitelträger (vor dem FC Schalke 04) war.

## Zonenmeisterschaften 1947/48

### Meisterschaft in der Amerikanischen Besatzungszone
Der 1. FC Nürnberg belegte wie im Vorjahr den ersten Platz in der Oberliga Süd und war damit Meister der Amerikanischen Besatzungszone vor dem TSV 1860 München. Beide Vereine qualifizierten sich für die Meisterschaftsendrunde.

### Meisterschaft in der Französischen Besatzungszone
Die beiden Teilnehmer an der Meisterschaftsendrunde wurden zwischen den beiden bestplatzierten Mannschaften der beiden Oberliga-Südwest-Gruppen entschieden. In der Gruppe Nord waren dies der 1. FC Kaiserslautern und der 1. FC Saarbrücken. Da sich aber die Mannschaften aus dem Saarland (1. FC Saarbrücken, VfB Neunkirchen, SV Saarbrücken und SuSG Völklingen) nach der Saison aus der Oberliga zurückzogen, trat anstelle von Saarbrücken die SpVgg Neuendorf an. Aus der Gruppe Süd qualifizierten sich der SV Fortuna Rastatt und die SpVgg Offenburg.
Der 1. FC Kaiserslautern sicherte sich die Meisterschaft der Französischen Besatzungszone. Als zweiter Endrundenteilnehmer qualifizierte sich die SpVgg Neuendorf.

### Meisterschaft in der Britischen Besatzungszone
Die beiden Teilnehmer an der Meisterschaftsendrunde wurden zwischen den vier bestplatzierten Mannschaften der Oberliga West und der Oberliga Nord ermittelt. Am Ende setzten sich die beiden besten Mannschaften aus dem Norden, der Hamburger SV und der FC St. Pauli, durch. Die Meisterschaft der Britischen Besatzungszone sicherte sich der Hamburger SV.

### Berliner Meisterschaft
Den Titel des Berliner Fußballmeisters und damit die Teilnahmeberechtigung an der Meisterschaftsendrunde gewann die SG Oberschöneweide, die erst im Vorjahr in die Berliner Stadtliga aufgestiegen war.

### Meisterschaft in der Sowjetischen Besatzungszone
Der Teilnehmer an der Meisterschaftsendrunde wurde in der Sowjetischen Besatzungszone zwischen den beiden jeweils besten Mannschaften der fünf ostdeutschen Länder Mecklenburg, Brandenburg, Sachsen-Anhalt, Sachsen und Thüringen ermittelt. Die Meisterschaft gewann die sächsische SG Planitz gegen die SG Freiimfelde Halle aus Sachsen-Anhalt.

## Endrunde um die deutsche Meisterschaft 1947/48

### Teilnehmer an der Endrunde
| Verein               | Qualifiziert als                           |
| Hamburger SV         | → Meister Britische Besatzungszone         |
| FC St. Pauli         | → Vizemeister Britische Besatzungszone     |
| 1. FC Kaiserslautern | → Meister Französische Besatzungszone      |
| SpVgg Neuendorf      | → Vizemeister Französische Besatzungszone  |
| 1. FC Nürnberg       | → Meister Amerikanische Besatzungszone     |
| TSV 1860 München     | → Vizemeister Amerikanische Besatzungszone |
| SG Planitz           | → Meister Sowjetische Besatzungszone       |
| SG Oberschöneweide   | → Meister Berlin                           |

### Viertelfinale
| Datum      |                      | Ergebnis  |                  | Stadion                     |
| ---------- | -------------------- | --------- | ---------------- | --------------------------- |
| 18.07.1948 | SpVgg Neuendorf      | 2:1 (0:0) | Hamburger SV     | Dortmund, Stadion Rote Erde |
| 18.07.1948 | 1. FC Kaiserslautern | 5:1 (1:0) | TSV 1860 München | Worms, Wormatia-Stadion     |
| 18.07.1948 | SG Oberschöneweide   | 0:7 (0:4) | FC St. Pauli     | Berlin, Olympiastadion 1    |
| 18.07.1948 | 1. FC Nürnberg       | 2         | SG Planitz       | Stuttgart                   |

### Halbfinale
| Datum         |                      | Ergebnis             |                 | Stadion                   |
| ------------- | -------------------- | -------------------- | --------------- | ------------------------- |
| 25. Juli 1948 | 1. FC Nürnberg       | 3:2 n. V. (2:2, 2:0) | FC St. Pauli    | Mannheim, Stadion         |
| 25. Juli 1948 | 1. FC Kaiserslautern | 5:1 (2:0)            | SpVgg Neuendorf | Wuppertal, Stadion am Zoo |

## Finale
| 1. FC Nürnberg                                          | 1. FC Nürnberg | 1. FC Kaiserslautern | 1. FC Kaiserslautern |
| ------------------------------------------------------- | --- | --- | -------------------- |
| 1. FC Nürnberg                                          | \| Sonntag, 8. August 1948 in Köln (Müngersdorfer Stadion) \| \| Ergebnis: 2:1 (2:0) \| \| Zuschauer: 75.000 \| \| Schiedsrichter: Erich Burmester (Hamburg) \|                                                    | \| Sonntag, 8. August 1948 in Köln (Müngersdorfer Stadion) \| \| Ergebnis: 2:1 (2:0) \| \| Zuschauer: 75.000 \| \| Schiedsrichter: Erich Burmester (Hamburg) \|          | 1. FC Kaiserslautern |
| 1. FC Nürnberg                                          | Eduard Schaffer, Hans Uebelein, Adolf Knoll, Gerhard Bergner, Georg Kennemann, Robert Gebhardt, Helmut Herbolsheimer, Max Morlock, Hans Pöschl, Konrad Winterstein, Georg Hagen Cheftrainer: Josef „Seppl“ Schmitt | Willi Hölz, Rudolf Huppert, Werner Kohlmeyer, Ernst Liebrich, Werner Liebrich, Heinz Klee, Günther Grewenig, Fritz Walter, Ottmar Walter, Werner Baßler, Hans Christmann | 1. FC Kaiserslautern |
| 1. FC Nürnberg                                          | 1:0 Winterstein (8.) 2:0 Pöschl (24.) | 2:1 Uebelein (57., Eigentor) | 1. FC Kaiserslautern |
| Sonntag, 8. August 1948 in Köln (Müngersdorfer Stadion) | | |                      |
| Ergebnis: 2:1 (2:0)                                     | | |                      |
| Zuschauer: 75.000                                       | | |                      |
| Schiedsrichter: Erich Burmester (Hamburg)               | | |                      |